# Gabriele Britz
Pour les articles homonymes, voir Britz.
Garbiele Britz (née le 1er octobre 1968) est une juriste allemande qui fuestt juge au Tribunal constitutionnel fédéral et professeure de droit public et de droit de l'Union européenne à l'Université de Giessen,.
Le 17 décembre 2010, elle est élue par le Bundesrat, sur proposition du SPD, comme juge au Tribunal constitutionnel de Karlsruhe, pour succéder à Christine Hohmann-Dennhardt, qui a pris sa retraite en janvier 2011. Elle prend ses fonctions le 2 février 2011. 
Gabriele Britz exerçait la fonction de rapporteur en l'affaire dite « Klimabeschluss » pour laquelle le Tribunal rend le 24 mars 2021 un arrêt que Britz rédige, considérant que la loi fondamentale allemande oblige le Gouvernement fédéral à lutter contre le changement climatique.
Gabriele Britz est marié à un homme politique local de Francfort-sur-le-Main, Bastian Bergerhoff (Bündnis 90/Die Grünen). Ils ont un fils ensemble,.